# Gare de Saint-Hilaire-au-Temple
Pour les articles homonymes, voir Gare de Saint-Hilaire (homonymie).
La gare de Saint-Hilaire-au-Temple est une gare ferroviaire française de la ligne de Châlons-en-Champagne à Reims-Cérès, située sur le territoire de la commune de Saint-Hilaire-au-Temple dans le département de la Marne en région Grand Est.
C'était une halte ferroviaire de la Société nationale des chemins de fer français (SNCF) desservie par des trains TER Grand Est.

## Situation ferroviaire
Établie à 123 m d'altitude, la gare de Saint-Hilaire-au-Temple est située au point kilométrique (PK) 186,116 de la ligne de Châlons-en-Champagne à Reims-Cérès, entre les gares de Bouy et de Châlons-en-Champagne. C'est une gare de bifurcation, origine de la ligne de Saint-Hilaire-au-Temple à Hagondange, la gare suivante était Suippes, avant fermeture du trafic passager en 2013. Le trafic fret sur cet ligne se poursuit jusqu'à Valmy, la ligne est ensuite fermée, et démontée en plusieurs endroits. La gare de Saint-Hilaire-au-Temple est aussi raccordée à la LGV de Paris à Strasbourg.

## Fréquentation
Selon les estimations de la SNCF, la fréquentation annuelle de la gare figure dans le tableau ci-dessous.
|                     | 2019 | 2018 | 2017 | 2016 | 2015 |
| ------------------- | ---- | ---- | ---- | ---- | ---- |
| Nombre de voyageurs | 414  | 230  | 345  | 391  | 857  |

## Service des voyageurs

### Accueil
C'est désormais un arrêt uniquement desservi par autocar.[réf. nécessaire]

### Desserte
La gare de Saint-Hilaire-au-Temple était desservie par les trains TER Grand Est qui effectuent des missions entre les gares de Châlons-en-Champagne et de Reims, ou de Verdun, ou de Saint-Hilaire-au-Temple (terminus).

### Intermodalité
Le stationnement des véhicules est possible à proximité de l'ancien bâtiment voyageurs.

## Galerie de photographies

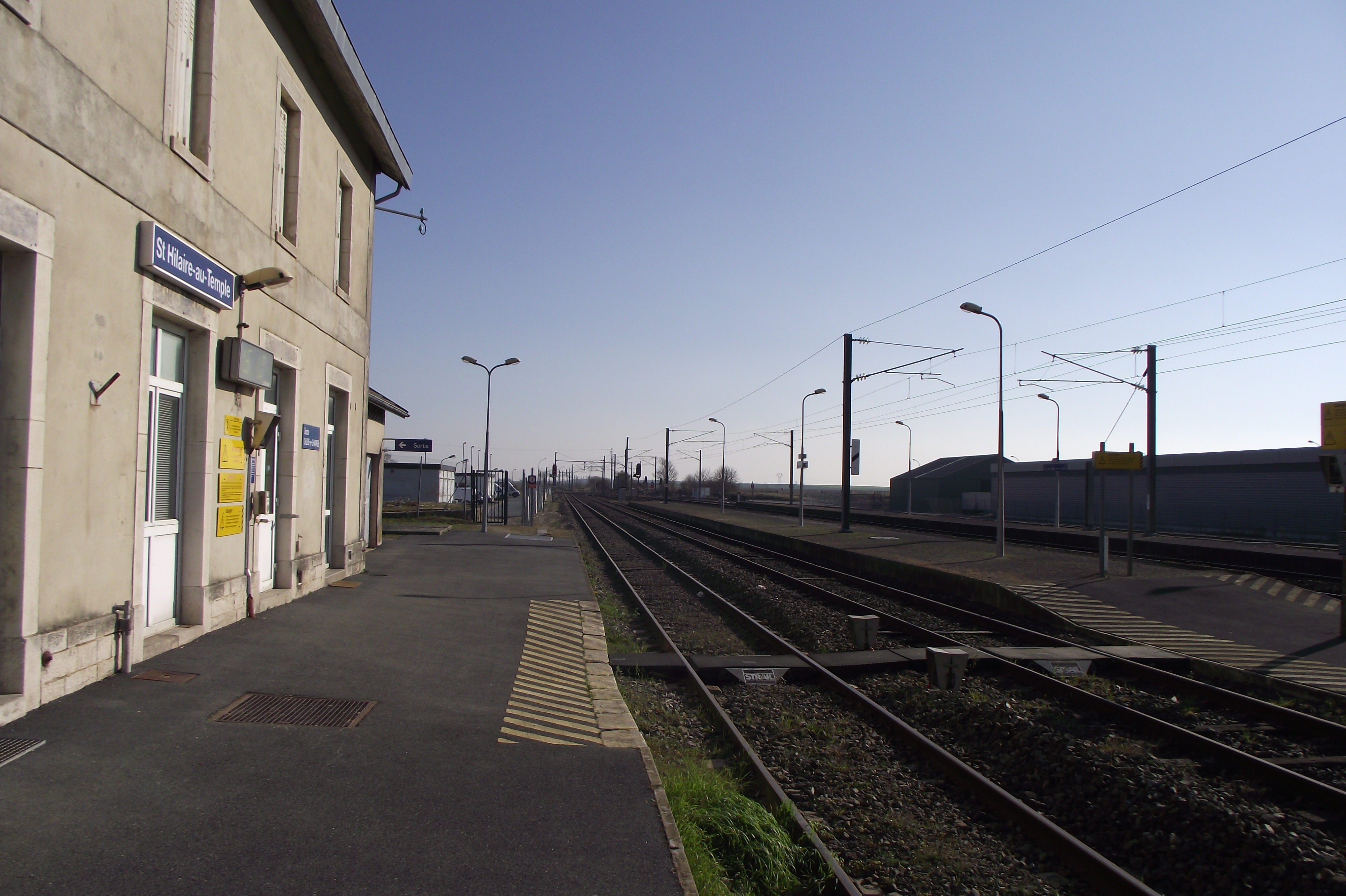
Les quais en direction de Châlons en Champagne.
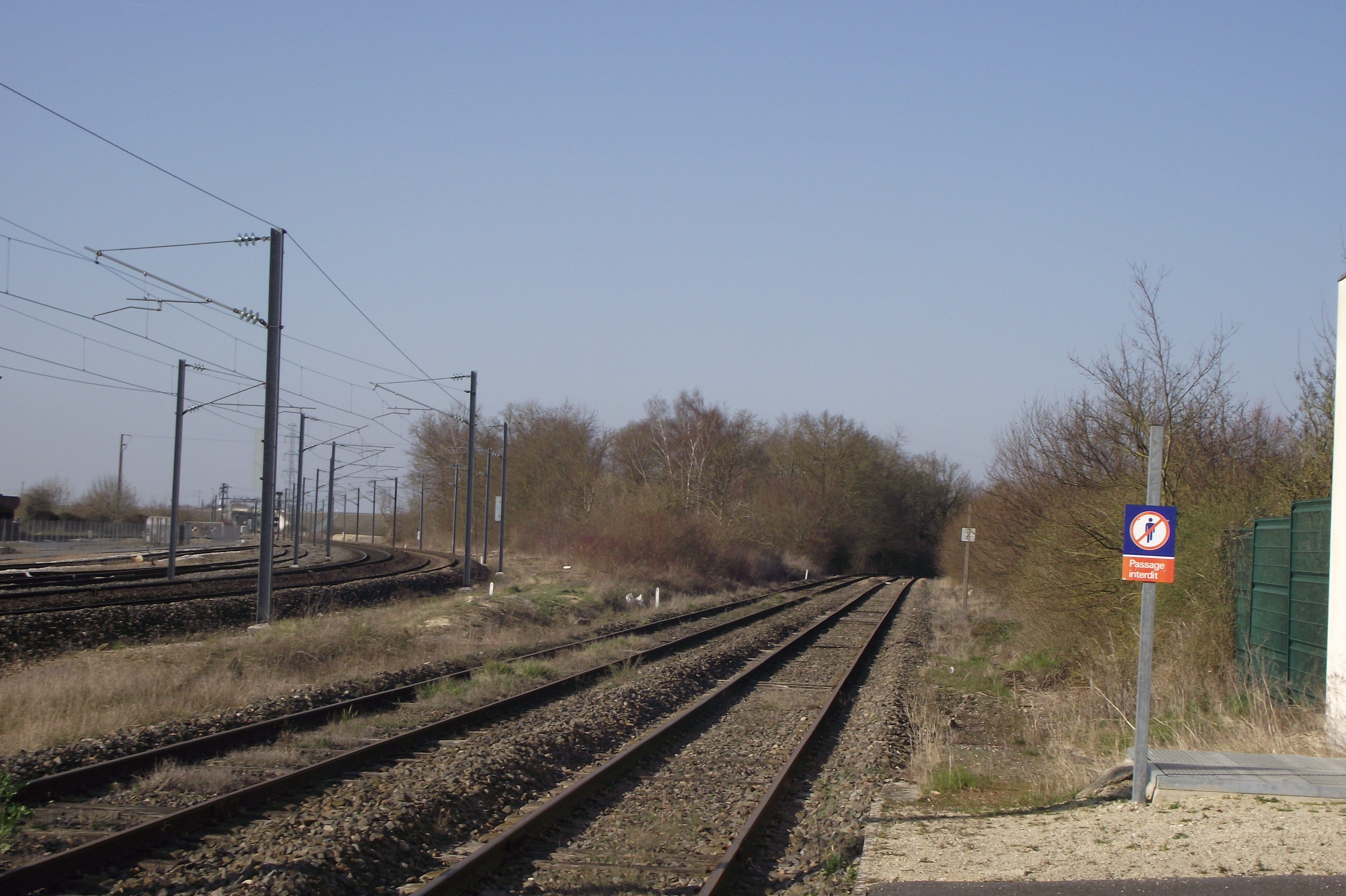
Bifurcation entre la ligne vers Reims et la LGV Est à gauche et la ligne vers Verdun à droite.